# ゴースト除去用基準信号
ゴースト除去用基準信号（ゴーストじょきょようきじゅんしんごう、英: Ghost Cancel Reference、略称：GCR）とは画質向上のためにアナログテレビ放送の信号内に挿入されている基準信号である。日本のアナログテレビ放送で用いられていた。
日本で用いられているGCR信号は、NTSCの垂直帰線区間の18Hおよび281Hに挿入されている。これは単一の信号であるが重畳時はGCR波形とペデスタル波形として挿入され、これを8フィールド（4フレーム）分用いたものを計算することでGCR信号を取り出している。
ゴーストの原因はマルチパス等によって、本来の信号に遅延した信号が被ることである。そのような信号を受信すると、この区間に本来のパルス以外のパルスが見える。元の信号は1つなので残りのパルスは遅延して伝送されてきたものであるから、それを打ち消すよう加工することである程度ゴーストを軽減することが出来る。